# Hermann Carl von Ogilvy

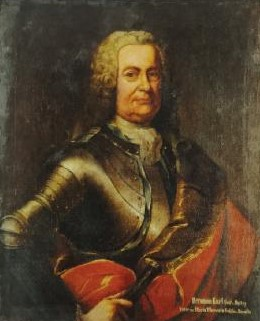
Hermann Karl Graf von Ogilvy

Hermann Carl Graf von Ogilvy ('əʊ.gəl.vi) (* 31. Dezember 1679 in Prag; † 26. Januar 1751 ebenda) war ein kaiserlich und königlich ungarischer Generalfeldmarschall, wirklicher Geheimrat sowie Hofkriegsrat und Chef eines Regiments zu Fuß und Kommandant der königlichen Hauptstadt Prag.

## Leben

### Herkunft/Familie
Er stammte aus einem alten Familie aus Schottland. Sein Vater war Freiherr Georg Benedikt von Ogilvy (1651–1710). Dieser brachte die Reichsgrafenwürde und das böhmische Indigenat in sein Haus. Er kämpfte zunächst für Österreich, danach für das Russische Reich und schließlich für den polnischen König und Kurfürsten von Sachsen August II. Er wurde ein berühmter Mann und starb als königlicher polnischer und kursächsischer Generalfeldmarschall. Er hatte das Rittergut Zahorzan (Zahořany) unweit Prag für 120.000 Taler gekauft und war mit der Gräfin Maria Anastasia von Zuckmantel zu Brumath († 4. Juni 1695) verheiratet. Hermann Carl von Ogilvy war der einzige Sohn des Paares.

### Militärkarriere
Ogilvy trat in seines Vaters Fußstapfen und ging bereits 1683 in österreichische Kriegsdienste im Regiment Castell. Bereits 1686 erhielt er eine eigene Kompanie im Regiment Baden-Baden. 1695 wurde er Page bei Kaiser Leopold. Ab 1702 kämpfte er in Ungarn, Italien und Brabant. Er nahm 1704 an der Schlacht am Schellenberg und der 2. Belagerung von Landau teil. Am 13. Juli 1705 wurde er dafür zum Major befördert. Im selben Jahr geriet er bei Hagenau, wo er Platzmajor war, in Gefangenschaft. Kurz danach wieder ausgetauscht, kam er nach Freiburg, Konstanz und 1707 nach Villingen. Im selben Jahr kommandierte er unter dem Herzog von Württemberg die schwere Artillerie bei der Belagerung von Schloss Hornberg. Bei der Belagerung von Lille (1708) kommandierte er die Laufgräben. Nach der Eroberung der Festung Tournai wurde er mit der Siegesbotschaft nach Mailand und Barcelona geschickt. Dafür ernannte ihn Kaiser Leopold zu seinem Kämmerer. 1710 wurde er zum Oberstleutnant befördert und machte die Belagerungen von Béthume und Ath mit. 1711 wurde er bei der Wahl Kaiser Karls VI. in Frankfurt am Main in dessen Leibwache eingesetzt. Er kehrte zurück ins Feld, und am 24. Juni 1712 wurde er bei der Belagerung von Denain verwundet.
Im Jahr 1714 ernannte ihn Kaiser Karl VI. zum Obristen und Kommandanten des Regiments „Bonneval“, als solcher nahm er an den Feldzügen gegen die Türken von 1716 und 1717 teil. Er kämpfte bei Peterwardein und bei der Belagerung von Palanka (10. Oktober 1716). In der nachfolgenden Belagerung von Belgrad wurde er als dienstältester Oberst mit einer Brigade betraut und konnte eine feindliche Batterie erobern. 1718 folgte der Friede von Passarowitz und 1720 war er wieder in Holland. Im November 1720 erhielt er das Infanterie-Regiment Nr. 46 „Löffelholz“ (Standort: Neapel) und am 30. Oktober 1723 erfolgte die Beförderung zum Generalmajor, den 1. Oktober 1727 wurde er zum Generalfeldwachtmeister ernannt. Im Jahr 1729 wurde er zudem kaiserlicher Kriegsrat und nach Neapel kommandiert.
Im Jahr 1730 wurde er Nachfolger des verstorbenen Grafen Ottokar Franz von Starhemberg als Kommandant der Stadt Prag und den 27. Oktober 1730 zum Generalfeldmarschallleutnant ernannt. Er übernahm auch das Prager Garnisonsregiment, sein altes Regiment erhielt dafür der General Schmettau. Am 10. September 1733 wurde er zum Generalfeldmarschall ernannt. Im Januar 1734 wurde er auch wirklicher Geheimrat, im Jahr 1735 wurde er auch noch zum Generalfeldzeugmeister befördert.
Er blieb 17 Jahre bis zu seinem Tod Kommandant von Prag. In seiner Zeit als Gouverneur von Prag musste er die Stadt zwei Mal übergeben. Das erste Mal war es 1741, als es den Sachsen und Franzosen gelang, die Besatzung der Stadt zu überrumpeln. Das zweite Mal war 1744, als die Stadt von den Preußen belagert wurde. Jedes Mal wurde er mit der ganzen Besatzung zum Kriegsgefangenen gemacht. Ungeachtet dessen wurde er jedes Mal danach vom Herrscher wieder als Gouverneur und Kommandant des Garnisonsregiments eingesetzt.

### Familie
Ogilvy war mit der Gräfin Esther Anna Regina von Welz-Eberstein (* 25. Juli 1692; † 1781) verheiratet. Das Paar hatte mehrere Kinder:
- Karl Joseph († 14. März 1755), kaiserlicher Kämmerer
- Joseph Wilhelm († vor 1755), Geistlicher
- Frank Wentzel († vor 1755), Geistlicher
- Wilhelmine (* 15. September 1728; † 30. Juni 1804) ⚭ 1765 Leopold Graf Pálffy-Daun von Erdöd (* 14. Dezember 1716; † 9. April 1773), Feldmarschall[1]
- Maria Theresia (* 8. Oktober 1718; † 25. April 1775) ⚭ 1729 Graf Johann Adolf von Kaunitz (* 26. November 1696; † 30. Juni 1771)
- Anna Margaretha (* 16. Juli 1725; † 5. Februar 1810)[2] ⚭ 20. Februar 1748 Prokop Johann Franz von Kolowrat-Krakowsky (* 13. März 1718; † 6. April 1774)[3][4] (Eltern des Feldmarschalls Johann Karl Kolowrat-Krakowsky)